# حركة الشواف
حركة الشواف هي حركة تمرد عسكري حدثت في العراق في مدينة الموصل ضد حكومة الزعيم عبد الكريم قاسم حينذاك، بقيادة العقيد عبد الوهاب الشواف أمر موقع الموصل في 8 مارس 1959، على أثر قيام جماعة أنصار السلام الشيوعية بعقد مؤتمرها في الموصل يوم 6 مارس، في حركة استفزازية للقوميين العرب، وبعد فشل الانقلاب وقعت أحداث مأساوية في المدينة عُرفت بمجزرة الموصل. 

## الأسباب
من أسباب الحركة الصراعات السياسية و المنافسة للوصول للسلطة بين الشيوعيين والقوميين في أعقاب سقوط النظام الملكي عام 1958، ففي عام 1953 انضم فعبد الوهاب الشواف لحركة الضباط الأحرار والتي قُدّر لها إزالة النظام الملكي وإعلان النظام الجمهوري في حركة 14 تموز 1958، فكان ينتظر أن يعين بعدها حاكماً عسكرياً عاماً، لكن ألغي تعيينه بأمر من عبد السلام عارف، ونقل آمراً لحامية الموصل، وبدا واضحا أن خلافا كان قد جرى بينه وبين قائدي الحركة قاسم وعارف ثم اشتد الخلاف في مطلع آذار 1959 حين أمر قاسم بعقد (مهرجان أنصار السلام) في الموصل الأمر الذي شكّل تهديدا للجبهة القومية فيها والمتماسكة ضده وضد الحزب الشيوعي، وبالرغم من تحذيرات الشواف وسفره إلى بغداد وتحذيره لعبد الكريم قاسم من مغبة الأمر إن عُقد المهرجان، لكنهُ فشل في إقناع عبد الكريم قاسم، فتمرد عليهِ.

## بداية الحركة ومقتل الشواف
كان البيان الأول لهذه الحركة يدعو عبد الكريم قاسم للتخلي عن السلطة، لكن دعوته جوبهت بالقوة العسكرية، فقد أصدر عبد الكريم قاسم أوامره بقصف الحامية العسكرية ومراكز الحركة الأخرى، فقاد الهجوم الجوي الطيار خالد سارة قائد السرب وقصف مقر الشواف فجرحه، وعند نقلهِ إلى المستشفى تصدى لهُ أحد الموالين للسلطة فأرداه قتيلاً، وفي رواية أخرى أن الشواف مات منتحراً، وأغلب الروايات المحلية تؤكد سحل جثته في شوارع الموصل والتمثيل بها من قبل عناصر من المقاومة الشعبية، كما ذكر ذلك عدد كبير من شهود عيان، اذ بدأت انتفاضة شيوعية مضادة. وهناك من يقول بأن جثته نقلت إلى بغداد، ودفنت في مقبرة الغزالي.

## بيان الحركة
| ” | إلى الشعب العراقي الأبي. أيها المواطنون الأعزاء عندما أعلن جيشكم الباسل ثورته الجبارة في صبيحة يوم ١٤ تموز الخالد، عندما حطم الإستعمار وعملاءه وقضى على النظام الملكي الفاسد، واقام بموآزرتكم وبتأييدكم، نظامه الجمهوري الخالد، عندما فعل جيشكم الباسل ذلك كله، لم يدر بخلده ولا بخلدكم أن يحل طاغية مجنون محل طاغية مستبد، وتزول طبقة إستغلاليه جشعه لتحل محلها فئة غوغائية تعبث بالبلاد وبالنظام وبالقانون فساداً، وليستبدل مسؤولون وطنيون بآخرين يعتنقون مذهباً سياسياً لايمت لهذه البلاد العربية الاسلامية العراقية بمصلحة. أجل لم يدر بخلد جيشكم الباسل، ولا بخلدكم انتم أيها المواطنون الآباة وقد انصرم على قيام ثورتكم الخالدة ثمانية اشهر، ولم تكن بلادكم الوفيرة الخيرات إلا مسرحا للفوضى والبطالة فيتحطم إقتصادها الوطني وتتعطل مشاريعها العمرانية وتنتزع الثقة من النفوس ويختفي النقد من الاسواق وتعبث بالبلاد مقابل ذلك كله فئة ضالة بالاغلبية، لادين لها ولاضمير، تخلق لها صنما به لوثه في عقله، وتعبده ولا تخشى الله وتنادي به ربا للعالمين.وتسخر الدولة ومواردها لتخلق منه زعيماً أوحدًا ومنقذًا أعظم. هذا الزعيم الذي خان ثورة 14 تموز، وعاث بمبادئها وأهدافها، ونكث بالعهد، وغدر باخوانه الضباط الاحرار ونكل بهم، وابعد اعضاء مجلس الثورة الأشاوس ليحل محلهم زمرة انتهازية رعناء تاقته شهواته العارمة إلى تصدر الزعامة واعتمد على فئة تدين بعقيدة سياسية معينة لا تملك من رصيد التأييد الشعبي غير التضليل والهتافات والمظاهرات وغير الزبد الذي يذهب جفاء، وركب رأسه واعلنها ديكتاتورية غوغائية، فنحى زعماء الثورة عن المسؤولية واطلق للإذاعة والصحف عنان الفوضى لتخاصم جميع الدول، وتشنها حربا اعتدائية على الجمهورية العربية المتحدة التي جازفت بكيانها من أجل نجاح ثورتنا، ودعم كيان جمهوريتنا، واستهتر بدستور جمهوريتنا المؤقت، وسلب مجلس السيادة المؤقت كل مسؤولياته الدستورية واحتكرها لنفسه وأعلنها حرباً شعواء على الجهات الوطنية والعناصر القومية المخلصة، فزج في المعتقلات آلاف المواطنين الأبرياء مما لم يسبق له مثيل حتى الطاغية نوري السعيد ولا المجرم عبد الاله لم يجرؤ على فعلته الإجرامية أحد . وانحرف منفذاً لأوامر الجهات الغوغائية عن اغلى واثمن ما يعتز به العراقيون عربا وأكرادا ألا وهو السير بسفينة البلاد إلى التضامن مع سائر البلاد العربية المتحرره واعلنها حربا شعواء على الامة العربية لدرجة أن صار الهتاف بسقوط القومية العربية شعارا له ولزمرته الباغية الفاجرة، وسلك في سياسته الخارجية مسلكًا وعرًا. فلم يتقيد بمبادىء الثورة التي تری في سياسة الحياد الايجابي شعارا لا يمكن الانحراف عنه. لهذه الأسباب كلها أيها المواطنون الاباة في شتى انحاء جمهوريتنا الخالدة عزمنا باسم الله العلي القدير بعد اتفاقنا مع أخينا الزعيم الركن ناظم الطبقجلي قائد الفرقة الثانية ومع كافة الضباط الأحرار في جيشكم الباسل، وبعد مشاوراتنا مع سائر العناصر السياسية المخلصة، عزمنا في هذه اللحظة الحاسمة من تاريخ جمهوريتنا على تحرير وطننا الحبيب من الاستعباد والاستبداد وتخليصه من الفوضى معلنين لكافة المواطنين عربا وأكرادا وسائر القوميات العراقية الأخرى التي يتألف من مجموعها شعبنا العراقي الأبي الكريم أننا الحافظون على العهد متمسكون باهداف ثورة 14 تموز الخالدة، مراعون مبادئ دستور جمهوريتنا الفنية نصا وروحا. عاملون على حسن تنفيذ وتطبيق قانون الإصلاح الزراعي وغيره من القوانين التي تكفل تحقيق عدالةً اجتماعيةً شاملة، وتطبيق سياسة اقتصادية اشتراكية ديمقراطية تعاونية. ونطالب بعزم وإصرار. تنحي الطاغية المجنون وزمرته الانتهازية الرعناء عن الحكم فوراً والقضاء على السياسة الغوغائية التي أخذت تمارسها فئة ضالة من شعبنا لكي يسود النظام وحكم القانون في ارجاء وطننا الحبيب. ونعلن في هذه اللحظة التاريخية للعالم أجمع أن سياستنا الخارجية منبثقة من مصالح شعبنا وامتنا، واننا اذ نتبنی سياسة الحياد الايجابي الدقيق ازاء الدول الأخرى نصادق من نصادقنا ونعادي من يعادينا نعلن باسم الشعب العراقي اننا سنحافظ على التزاماتنا الدولية بوصفنا عضواً في الامم المتحدة، ونعتز بصداقة البلاد التي ادت لنا ولأمتنا العربية اجل العون في محنتها الماضية. ومن تلك البلاد الاتحاد السوفيتي وسائر البلاد الإشتراكية، والى جانب هذا فاننا نعلن باصرار تمسكنا باتفاقياتنا النفطية مع الشركات الأجنبية مراعين في ذلك مصالح اقتصادنا وحقوقنا المشروعة. وسنضمن بحزم سير اعمال الشركات النفطية بكل حرية. ويسرنا أن نفتح صفحة جديدة من الصداقة القائمة على اساس المنافع المتبادلة بيننا وبين الحكومتين البريطانية والأمريكية وبيننا وبين سائر دول العالم على أساس النَّد لِلند مع كل دولة ونود ان نوضح بجلاء أن اي تدخل خارجي في شؤوننا الداخلية من اي دولة كانت في هذه الفترة التي تسبق قيام مجلس السيادة بمسؤولياته الدستورية ليؤلف وزارة شرعية في العاصمة بغداد وبالتعاون مع مجلس قيادة الثورة فإن هذا التدخل يعتبر ماساً باستقلال وسيادة جمهوريتنا ويؤدي ذلك إلى أوخم العواقب إن حركتنا حركة داخلية محضة من اختصاص الشعب العراقي وحده. ايها المواطنون اننا إلى أن يستجيب عبد الكريم قاسم فينصاع للحق ويتنحى عن الحكم فوراً، والى ان يمارس مجلس السيادة سلطاته ليؤلف وزارة بالتعاون مع مجلس الثورة. قد أخذنا على عاتقنا - بعد الاتكال على الله - مسؤولية إدارة البلاد، طالبين من أخواننا المواطنين الكرام شد أُزرنا وعوننا فيخلدون الى الهدوء والسكينة دون أن يلزمونا إلى إتخاذ تدابير من شانها الإضرار بالممتلكات أو سفك الدماء. وليكن كافة ابناء الشعب مطمئنين الى اننا سنكون عند حسن ظنهم بتولي المطالبة بتحقيق أمانيهم. ونحذر في الوقت ذاته الفئات الهدامة من أننا سنأخذهم بالشدة إن عرضوا حياة المواطنين وحياة الاجانب وممتلكاتهم للخطر. وليعلم الجميع أن حركتنا الوطنية هذه تستوي عندها جميع الفئات والهيئات وانها تحفظ لهم حقوقهم في الحرية ان لم يتجاوزا حدود القانون المرسوم والله ولي التوفيق | “ |

العقيد الركن قائد الثورة عبد الوهاب الشواف  ( ألقى هذا البيان الرائد المتقاعد محمود الدرة)

## النتائج

العقيد فاضل عباس المهداوي رئيس المحكمة العسكرية العليا الخاصة

جانب من المحكمة العسكرية العليا الخاصة التي حوكم بها المتهمين بحركة الشواف

كان يؤيد عبد الكريم قاسم كوادر الحزب الشيوعي العراقي، وقامت بأعمال العنف في الموصل وكركوك على أعقاب حركة العصيان العسكري المسلح التي قادها العقيد عبد الوهاب الشواف والتي أحيل على إثرها الكثير من المشاركين وبضمنهم قائد الفرقة الثانية الزعيم (العميد) ناظم الطبقجلي والعقيد رفعت الحاج سري مؤسس تنظيم الضباط الأحرار وتم زجهم مع المتهمين في محكمة الشعب التي عُرفت فيما بعد بـمحكمة المهداوي، حيث أعلن الكثير من المتهمين أمام المحكمة التي نقلت مباشرة عبر أجهزة التلفاز والإذاعة بأنهم قد أهينوا أو عذبوا.
وصفت قيادات الحركة (محكمة المهداوي) بكونها محكمة "هزيلة"، وكانت تلك المحكمة العسكرية العليا الخاصة تقوم كذلك بمحاكمة أركان النظام الملكي.
تلك الفترة من تاريخ العراق اتسمت بإنعدم الأمن وتدهور الأوضاع فيها لغاية أن العقيد فاضل المهداوي رئيس المحكمة يعلن أمام وسائل الإعلام عن الزهو بإعدام عبد الوهاب الشواف الذي قتل في غرفته بالمستشفى بعد أن نقل إليها إثر قصف مقره.
اعدم مدير الحركات العسكرية في الجيش العراقي العقيد رفعت الحاج سري مع مجموعة من أصحابهِ الضباط أعضاء الضباط الأحرار ونفذ حكم الإعدام فيهم يوم 20 سبتمبر 1959م، في ساحة أم الطبول.

## مصير المشاركين في الحركة
أُعدم الضباط المشاركين في الحركة على ثلاث دفعات:

### الدفعة الاولى
أُعدام أربعة من الطيارين المشاركين في الحركة بتاريخ 5 نيسان 1959 بساحة ام الطبول وهم:
- الملازم فاضل ناصر
- العقيد عبد الله ناجي
- النقيب قاسم محمد امين العزاوي
- الملازم الأول أحمد مهدي العاشور

أما الطيار صائب الصافي فقد استطاع الهرب ولكنه انتحر على الحدود السورية العراقية في 9 آذار 1959.

### الدفعة الثانية
أُعدام خمسة من الضباط المشاركين ضمن الدفعة الثانية بتاريخ 25 آب 1959 بساحة أم الطبول، وهم؛
- النقيب الركن نافع داود
- النقيب محمد سالم عبد القادر
- الملازم الأول سالم حسين السراج
- الملازم مظفر صالح امين
- الملازم محسن إسماعيل العموري

وكان من ضمنهم مدني وهو القيادي البعثي يدعى فاضل الشگرة، الذي أُعدم شنقا حتى الموت في سجن بغداد المركزي.

### الدفعة الثالثة
أُعدم 13 ضابط ضمن الدفعة الثالثة بتاريخ 20 أيلول 1959 بساحة أم الطبول، وهم:
- العقيد رفعت سري
- الزعيم (العميد) الركن ناظم الطبقجلي
- العقيد خليل سلمان
- المقدم الركن عزيز أحمد شهاب
- المقدم الركن علي توفيق
- المقدم إسماعيل هرمز
- الرئيس أول (الرائد) توفيق يحيى آغا
- الرئيس أول (الرائد) مجيد حميد الجلبي
- الرئيس (النقيب) الركن داود سيد خليل
- الرئيس (النقيب) يحيى حسين الحماوي
- الرئيس (النقيب) هاشم الدبوني
- الملازم الاول زكريا طه
- الملازم الاول حازم خطاب

في ساحة الإعدام من اليمين إلى اليسار: النقيب هاشم الدبوني، العقيد رفعت الحاج سري، العقيد خليل سلمان، العميد الركن ناظم الطبقجلي، المقدم الركن عزيز احمد شهاب، النقيب يحيى حسين الحماوي يوم 20 أيلول 1959

أما البقية فكان مصيرهم إما السجن المؤبد او بضع سنوات من الحبس مع الأعمال الشاقة أو الإفراج.

## دور الجمهورية العربية المتحدة
لعبت الجمهورية العربية المتحدة دورا كبيرا في التحضير للحركة فقد زودت المتمردين بإذاعة وأسلحة, وعلى الرغم من أن الحركة كانت مدفوعة بالمشاعر القومية العربية والرغبة في الانضمام إلى الجمهورية العربية المتحدة، إلا أن المدى الدقيق لتورط الجمهورية العربية المتحدة في الحركة كان غير واضح إلى حد كافي في ذلك الوقت. ظل الشواف على اتصال وثيق مع الجمهورية العربية المتحدة خلال تطورات الحركة، حيث ادعى البعض أن سفير الجمهورية العربية المتحدة في بغداد عمل كوسيط بين الجمهورية العربية المتحدة والمتمردين. هناك أيضًا أدلة تشير إلى أن راديو الموصل كان يبث من الجانب السوري من الحدود، وقدر صُدر بعدها كتاب بعنوان "مؤامرة عبد الناصر" في نيسان عام 1959 من الصحفي منير رزوق يكشف فيه أحداث الحركة ودور الجمهورية العربية المتحدة فيها.

## مجزرة الدملماجة
بعد أربعة أيام من فشل حركة العقيد الركن عبد الوهاب الشواف اقتيد عدد من الشخصيات الموصلية الثقافية والنقابية والعشائرية والعسكرية وعددهم 18 فردا، بعضهم تم اقتياده من المستشفى وكان جريحاً، وحوكموا في محكمة شيوعية خاصة لهم في مبنى مدرسة الثانوية الشرقية وحكمت عليهم بالإعدام وكان بينهم ثمان من أبناء عشيرة كشمولة التي وقفت على الحياد في ذلك الوقت وعشائر أخرى لها مكانة إجتماعية في الموصل وبعد ذلك نقلوا إلى موقع الدملماجة لتنفيذ حكم الإعدام بهم وهم كما يلي:
1. مصطفى الشيخ خليل
2. نوري الفيصل
3. حامد السنجري
4. داود السنجري
5. عبد السنجري
6. محمد خيري كشمولة
7. إسماعيل الحجار
8. هاشم الشكرة
9. عبدالكريم محمود طه كشمولة
10. شيت محمد طه كشمولة
11. عادل السيد خضر
12. أحمد الحاج بكر
13. عقيل أحمد ملا خليل
14. فاروق إدريس كشمولة
15. إدريس عمر كشمولة
16. هاني الحاج بكر
17. عبدالرزاق شندالة
18. إدريس محمود طه كشمولة

ونقلوا تحت حراسة فصيل الدفاع وعدد من أفراد المقاومة الشعبية بقيادة الملازم إبراهيم محمود العباس الملقب بإبراهيم الأسود على شكل أربع مجموعات إلى منطقة شرق قرية نينوى في موقع يسمى (عين ماء الدملماجة) بسيارة شرطة يقودها هاني هيونة.
ونظراً لظهور الأمر وإكتشاف الجثث في منطقة الدملماجة ولتزايد المطالب الشعبية بالقصاص من القتلة، تم تشكيل المجلس العرفي العسكري الأول ببغداد في تاريخ 26 كانون الأول/ ديسمبر عام 1960 برئاسة الزعيم شمس الدين عبد الله، وعضوية العقيد محمد نافع أحمد، والعقيد عبد الرزاق الجدة، وتم استجواب عدد من الجنود منهم: محمد حسين أبو ركيبة وأحمد صديق ملا بكر ونشأت عطا الله والجندي حسين جلعوط وسامي بشير ومحمود حسين جمعة، وكذلك شهادة عدد من المنتمين للمقاومة الشعبية وهم محمد سعيد أحمد وعبد الله الصفو وفاضل محمد حسين والمفوض طه داود والسيد خضر محمد وعادل خضر وإحسان علي ويونس أحمد ونايف سعيد ومظفر سليم وإحسان علي ومصطفى النعيمي وعزيز قاسم وعلي عيد ونسة عزيز وملكية سعيد وخليل إبراهيم وناجية فتحي وجار الله يونس.
ويذكر الشاهد الجندي المتسرح حسين جلعوط تفاصيل المجزرة أمام الهيئة التحقيقية الذي يذكر أنه كان تحت إمرة الملازم مهدي حميد قائلاً: (انتقلنا إلى الثانوية الشرقية وهناك اجتمع بنا الملازم الأول الكردي وخاطبنا بقولهِ: (نحن فصيل الدفاع وهؤلاء الخونة الذين هم في التوقيف قد أمر الزعيم أن نرميهم، وبناء على أمر الزعيم لازم تذهبوا وترموهم وهذا أمر من الزعيم)، حيث أخرج هذا الملازم الكردي 17 شخصاً من غرفة التوقيف وقال خذوهم بمجاميع أربعة أربعة أفضل من أخذهم جميعاً وصعدنا بسيارة الشرطة إلى منطقة الدملماجة وأنزلناهم وبعد مسيرة قصيرة أطلق عليهم الملازم النار من الخلف وأعطى أمر الرمي وفعلاً أطلقنا النار وكنا نسمعهم يقولون: (يا الله يا محمد)، وهكذا استمرت الوجبات ومن ثم تم أمرنا بتغطيتهم بالتراب إخفاءاً للجريمة.
تبين من اللجنة التحقيقية المشكلة إن أغلبية الجلادين منتمين للحزب الشيوعي العراقي إضافة إلى عدد من الضباط الأكراد العنصريين حيث أصدرت المحكمة قرارها بتجريمهم والحكم عليهم بالإعدام وفقاً للفقرتين الثانية والثالثة من المادة 214 من قانون العقوبات البغدادي وهم:
الرئيس المتقاعد مهدي حميد، وعدنان جلميران، والملازم الاحتياط إبراهيم محمود العباس الملقب إبراهيم الأسود، نائب العريف عزيز أبو بكر، شاكر اللهيبي، محمد عبد اللطيف، هاشم جاسم القصاب، يحيى سلمان أبو ريمة، محمود التمي، هاني مجيد هيونة، نائب العريف غازي خليل محيي الدين، نائب العريف سيدو يوسف، الجندي الأول عز الدين رفيق، الجندي عصمت بيرو، الجندي صالح أحمد يحيي، الجندي جاسم محمد أمين، الجندي رمضان أحمد، الجندي يوسف إبراهيم، الجندي إسماعيل محمد، الجندي أنور درويش يوسف، الجندي عبد محمود يونس، الجندي ميكائيل حسن إسماعيل، الجندي شمعون ملك بكو، الجندي محمد شيت صالح، الجندي علي عمر بابكر، الجندي خضر شمو.
وتم أيضا الحكم على المجرمين الهاربين عبد الرحمن القصاب، وعمر الياس، وعادل سفر، وعباس هيالة بالإعدام غياباً، وهم قيادة اللجنة المحلية للحزب الشيوعي في الموصل.
وتم أيضاً الحكم على محمد حامد شخيتم وبولص مراد والنائب الضابط محفوظ يونس، ومتى اسطيفان، وعبدالجبار مال الله بالإعدام. وتم أيضا إصدار قرار طرد الرئيس مهدي حميد من الجيش، وكذا تخفيض عقوبة الإعدام على 10 متهمين إلى الأشغال الشاقة، والحكم على خمسة متهمين بالسجن خمسة أعوام وعقوبات بسيطة أخرى.
وأصدر القرار أيضا بتعويض أهالي الشهداء السبعة عشر بمبلغ 25 ألف و 500 دينار
ولقد تم حلاقة رأس المحكومين بالإعدام وأغلبهم من المنتمين للشيوعيين وأودعوا في السجن التابع لمبنى وزارة الدفاع في منطقة باب المعظم ريثما يتم تنفيذ أحكام الإعدام، ولكن صادف وجود بعض المحكومين بالإعدام في قضية محاولة اغتيال عبدالكريم قاسم، فأُعلن العفو تحت شعار (عفا الله عما سلف) وأطلق سراح المتهمين بمحاولة اغتياله وكذلك عفي عن مرتكبي مجزرة الدملماجة معهم.
وهكذا أعفي الجميع من أحكام الإعدام بقرار من الحكومة في كانون الأول 1961 بما سمي حينها (يوم السلامة الوطنية).
وقد علقت صحيفة اتحاد الشعب وهي عن لسان الحزب الشيوعي العراقي، على أحداث الموصل الدامية في عددها الصادر في 13 آذار 1959 والذي نشره الكاتب صلاح الخرسان في كتابهِ (صفحات من تاريخ العراق السياسي الحديث) والذي ورد فيه: (علقت وسحبت جثث المجرمين القتلة في مدن الموصل وقراها وانجلت المعركة فإذا بالعشرات من المجرمين الشرسين العتاة مدنيين وعسكريين صرعى في دورهم أو على قارعة الطريق في الموصل وتلعفر وعقرة وزاخو وفي كل زاوية)، وفي مقال آخر بتاريخ 16 آذار 1959م، نشر ضمن مذكرات العميد الركن المتقاعد جاسم كاظم العزاوي عن حركة 14 تموز 1958 جاء فيهِ: (لنا من الأعمال البطولية في الموصل خبرة وافرة في سحق الخونة، إنَّ مؤامرة الموصل وسحقها وسحل جثث الخونة في الشوارع ستكون درساً قاسياً للمتآمرين وضربة بوجه دعاة القومية)، وهكذا تحول الصراع السياسي إلى صراع دموي واسع النطاق.